# Hannoff
Hannoff was de naam van een familie die talrijke scherprechters telde in de Zuidelijke Nederlanden tijdens de 18de en de 19de eeuw.

## Geschiedenis
De Hannoffs behoorden tot de voornaamste beulenfamilies in de Zuidelijke Nederlanden en het Nederlands en Belgisch koninkrijk.
Ze voerden hun taken uit in Aken, en later in Antwerpen en in de provincies Antwerpen, Oost- en West-Vlaanderen. De uit Aken afkomstige scherprechter Nicolaus Hannoff (1686-1726) was de eerste van het Vlaamse scherprechtersgeslacht en voerde op 17 november 1718 zijn eerste beulsdaad uit: hij kreeg opdracht zijn voorganger Frans Haeselaer te radbraken, die wegens de moord op een herbergiersvrouw ter dood veroordeeld was.
Door huwelijk van twee Hannoffs met twee Straetmans, volgden de Hannoffs de familie Straetmans op, die geen scherprechters meer voortbracht.
Behalve Pieter Hannoff, waren de Hannoffs late scherprechters, in de tijd van na de afschaffing van de folteringen en stilaan ook van de terechtstellingen. De laatsten maakten het einde van het scherprechtersberoep mee.

## Genealogie
- Nicolaus Hannoff (1686-1726), scherprechter te Aken, vanaf 1718 tot 1726 te Antwerpen
  - Pieter Hannoff (1725-1775), trouwde in 1761 met Maria-Jozefa Straetmans (1735-1812). Hij werd scherprechter voor Antwerpen van 1761 tot 1775.
    - Jan-Frans Hannoff (1764-1831) trouwde in 1786 met zijn volle nicht Marie-Anne Straetmans (1762-1790) en werd scherprechter voor Antwerpen van 1788 tot 1831.
      - François-Godefroid Hannoff (1786-1842) was scherprechter voor de provincie Antwerpen van 1831 tot 1842.
        - Jan Frans Edward Hannoff (1821-1858) was scherprechtershelper voor de provincie Antwerpen van 1832 tot 1858.

      - Jan-Willem Hannoff (1787-1866) was scherprechter voor de provincie West-Vlaanderen van 1809 tot 1818 en van de provincie Oost-Vlaanderen van 1818 tot 1857.
        - Pieter Jan Hannoff (1814-1888) was scherprechtershelper voor de provincie Oost-Vlaanderen.

      - Pieter-Jozef Hannoff (1790-) was scherprechtershelper voor de provincies Oost-Vlaanderen en Brabant.